# Campionati italiani di triathlon del 2017
I Campionati italiani di triathlon del 2017 (XXIX edizione) sono stati organizzati dalla Federazione Italiana Triathlon e si sono tenuti a Lerici in Liguria, in data 7 ottobre 2017.
Tra gli uomini ha vinto Alessandro Fabian ( Carabinieri), mentre la gara femminile è andata a Alice Betto ( Fiamme Oro).

## Risultati

### Élite uomini
| Pos. | Atleta                      | Società sportiva             | Nuoto    | Bici     | Corsa    | Totale   |
| ---- | --------------------------- | ---------------------------- | -------- | -------- | -------- | -------- |
|      | Alessandro Fabian           | Carabinieri                  | 00:17:54 | 01:02:56 | 00:33:18 | 01:55:02 |
|      | Davide Uccellari            | Fiamme Azzurre               | 00:18:02 | 01:03:46 | 00:32:28 | 01:55:13 |
|      | Gianluca Pozzatti           | 707                          | 00:17:53 | 01:03:02 | 00:33:36 | 01:55:21 |
| 4    | Luca Facchinetti            | 707                          | 00:18:00 | 01:03:48 | 00:33:06 | 01:55:46 |
| 5    | Andrea Giacomo Secchiero    | Fiamme Oro                   | 00:17:58 | 01:04:51 | 00:33:01 | 01:56:46 |
| 6    | Michelangelo Parmigiani     | Pol. Riccione                | 00:18:07 | 01:03:41 | 00:34:16 | 01:56:58 |
| 7    | Michele Sarzilla            | Raschiani Tri Pavese         | 00:18:13 | 01:04:30 | 00:33:25 | 01:57:07 |
| 8    | Marcello Ugazio             | Azzurra Triathlon Team       | 00:19:36 | 01:02:05 | 00:34:58 | 01:57:49 |
| 9    | Alessio Fioravanti          | Minerva Roma                 | 00:18:11 | 01:03:38 | 00:35:21 | 01:58:03 |
| 10   | Nicola Azzano               | The Hurricane                | 00:17:55 | 01:04:51 | 00:34:32 | 01:58:15 |
| 11   | Jacopo Butturini            | Triathlon Cremona Stradivari | 00:17:59 | 01:04:55 | 00:35:12 | 01:59:01 |
| 12   | Federico Spinazzè           | Silca Ultralite              | 00:18:59 | 01:03:47 | 00:35:24 | 01:59:16 |
| 13   | Tommaso Crivellaro          | DDS                          | 00:18:03 | 01:04:55 | 00:36:17 | 02:00:01 |
| 14   | Alberto Casadei             | Fiamme Oro                   | 00:18:09 | 01:04:35 | 00:36:11 | 02:00:02 |
| 15   | Dario Chitti                | Venus Triathlon              | 00:18:15 | 01:07:34 | 00:34:15 | 02:00:56 |
| 16   | Franco Pesavento            | Triathlon 7C                 | 00:18:52 | 01:06:56 | 00:34:25 | 02:01:19 |
| 17   | Giulio Soldati              | T.D. Rimini                  | 00:18:03 | 01:07:50 | 00:35:13 | 02:01:56 |
| 18   | Federico Gregorio Incardona | No Limits Friends            | 00:21:30 | 01:04:10 | 00:36:02 | 02:02:54 |
| 19   | Marco Corrà                 | Minerva Roma                 | 00:18:02 | 01:07:53 | 00:36:11 | 02:03:00 |
| 20   | Valerio Cattabriga          | Minerva Roma                 | 00:18:30 | 01:08:10 | 00:35:41 | 02:03:18 |

### Élite donne
| Pos. | Atleta               | Società sportiva     | Nuoto    | Bici     | Corsa    | Totale   |
| ---- | -------------------- | -------------------- | -------- | -------- | -------- | -------- |
|      | Alice Betto          | Fiamme Oro           | 00:19:10 | 01:09:17 | 00:37:10 | 02:06:34 |
|      | Ilaria Zane          | DDS                  | 00:19:12 | 01:11:45 | 00:36:53 | 02:08:44 |
|      | Verena Steinhauser   | The Hurricane        | 00:20:12 | 01:10:42 | 00:37:56 | 02:09:51 |
| 4    | Federica Parodi      | T.D. Rimini          | 00:20:13 | 01:10:43 | 00:38:25 | 02:10:18 |
| 5    | Margie Santimaria    | T.D. Rimini          | 00:19:17 | 01:11:37 | 00:39:35 | 02:11:34 |
| 6    | Luisa Iogna-Prat     | DDS                  | 00:20:03 | 01:10:48 | 00:40:47 | 02:12:42 |
| 7    | Sharon Spimi         | Pol. Riccione        | 00:19:15 | 01:11:38 | 00:42:02 | 02:14:00 |
| 8    | Michela Pozzuoli     | Minerva Roma         | 00:20:03 | 01:17:18 | 00:41:04 | 02:19:23 |
| 9    | Eleonora Peroncini   | CUS Parma            | 00:23:49 | 01:14:03 | 00:41:43 | 02:20:43 |
| 10   | Lilli Gelmini        | T.D. Rimini          | 00:20:01 | 01:17:21 | 00:43:17 | 02:21:38 |
| 11   | Maria Chiara Cortesi | Pol. Riccione        | 00:20:11 | 01:20:23 | 00:43:30 | 02:25:07 |
| 12   | Chiara Ingletto      | Firenze Triathlon    | 00:23:48 | 01:19:42 | 00:40:44 | 02:25:17 |
| 13   | Elisa Monacchini     | Dermovitamina B) Sid | 00:21:52 | 01:20:58 | 00:45:10 | 02:29:01 |
| 14   | Nicole Cantoni       | Freezone             | 00:23:49 | 01:21:55 | 00:45:12 | 02:31:57 |